# Beáta Bohus
Beáta Bohus (Békéscsaba, 25 de abril de 1971) es una ex jugadora y entrenadora de balonmano húngara. 

## Trayectoria

### Como jugadora

#### De clubes
Bohus inició su carrera profesional en el club de su ciudad natal, el Békéscsabai Előre NKSE. Durante su etapa con las “Purples”, logró una metiroria tercera posición en el campeonato nacional en 1992. 
En 1997 fichó por el Dunaferr, uno de los equipos más exitosos en la historia del balonmano. Con el conjunto de Dunaújváros conquistó la Copa EHF en 1998 y la Liga de Campeones de la EHF en 1999 y, ese mismo año, la Supercopa de Europa. Además, sumó cinco títulos de liga y otros cinco de la Copa de Hungría. En su último año en Dunaferr tuvo que disputarse un puesto en el equipo titular con otra pivote de talla mundial como fue Anita Kulcsár, lo que redujo significativamente su tiempo en pista. 
Se retiró en 2005, aunque volvió a las canchas en 2009 de la mano del Csorvási SK, equipo de la segunda división húngara, con el que jugó dos temporadas.

##### Trayectoria de clubes
- –1997: Békéscsabai ENKSE
- 1997–2005: Dunaferr
- 2009–2011: Csorvási SK

#### Selección nacional
Bohus debutó con la selección internacional el 30 de octubre de 1992 en un partido contra Francia, pero no fue convocada para ningún gran torneo hasta 2003. Ese año participó en el Campeonato del Mundo, en el que Hungría logró el subcampeonato. Un año más tarde, formó parte del equipo nacional en los Juegos Olímpicos de Atenas 2004, donde finalizaron en quinta posición. Más adelante, ese mismo año, disputó el Campeonato de Europa, donde obtuvo la medalla de bronce. Tras ese torneo, Bohus se retiró del balonmano internacional.

### Como entrenadora
Después de su retirada como jugadora en 2005, su club, el Békéscsaba, le ofreció inmediatamente un puesto de entrenadora asistente. En noviembre de 2010 fue nombrada primera entrenadora, sustituyendo a Eszter Mátéfi, con el fin de ayudar a la entrenadora de la selección nacional húngara a concentrarse plenamente en sus funciones. Bohus permaneció en su puesto de entrenadora hasta octubre de 2011, cuando fue sustituida por Péter Kovács. Desde 2013 es la entrenadora principal de la selección nacional juvenil femenina de balonmano de Hungría .

## Títulos

### Como jugadora
- 5 x Liga de Hungria (1998, 1999, 2001, 2003, 2004)
- 5 x Copa Magyar (1998, 1999, 2000, 2002, 2004)
- 1 x Liga de Campeones de la EHF (1998/99)
- 1 x Liga Europea de la EHF (1998)
- 1 x Supercopa de Europa (1999)

### Con la selección
- 1 x  Medalla de plata en el Campeonato Mundial (2003)
- 1 x  Medalla de bronce en el Campeonato Europeo (2004)

### Como entrenadora
Selección nacional femenina juvenil de balonmano de Hungría
- 1 x Medalla de plata Campeonato Mundial Juvenil Femenino de la IHF (2018)
- 1 x Medalla de oro Festival Olímpico Europeo de la Juventud (2017)
- 1 x Medalla de bronce Campeonato Europeo Juvenil (2017)